# Nowy Przykop
Nowy Przykop (deutsch Neu Przykopp, 1932 bis 1945 Neu Grabenau) ist ein Ort in der polnischen Woiwodschaft Ermland-Masuren. Er gehört zur Gmina Purda (Landgemeinde Groß Purden) im Powiat Olsztyński (Kreis Allenstein).

## Geographische Lage
Nowy Przykop liegt im Westen der Woiwodschaft Ermland-Masuren, 17 Kilometer südöstlich der Kreis- und Woiwodschaftshauptstadt Olsztyn (deutsch Allenstein).

## Geschichte
Der Ort Abbau Przykop, nach 1869 Neu Przykop genannt, bestand in seinem Kern aus ein paar kleinen Gehöften. 1869 wurde er erwähnt. Im Jahre 1905 war er ein Wohnplatz innerhalb der Gemeinde Przykopp (1932 bis 1945 Grabenau, polnisch Przykop) im ostpreußischen Kreis Allenstein. Eine Volkszählung im gleichen Jahr ergab für Neu Przykopp 17 Wohnstätten bei 114 Einwohnern.
Am 19. November 1932 wurde Neu Przykopp in „Neu Grabenau“ umbenannt und folgte damit dem Beispiel des Nachbarorts Przykopp, der am gleichen Tag die Bezeichnung „Grabenau“ bekam.
In Kriegsfolge kam 1945 das gesamte südliche Ostpreußen zu Polen. Neu Grabenau erhielt die polnische Namensform „Nowy Przykop“. Heute gehört der Ort zur Landgemeinde Purda (Groß Purden) im Powiat Olsztyński (Kreis Allenstein), von 1975 bis 1998 der Woiwodschaft Olsztyn, seither der Woiwodschaft Ermland-Masuren zugehörig.

## Kirche
Bis 1945 war Neu Przykopp resp. Neu Grabenau in die evangelische Kirche Neu Bartelsdorf (polnisch Nowa Wieś) in der Kirchenprovinz Ostpreußen der Kirche der Altpreußischen Union, außerdem in die römisch-katholische Kirche Wuttrienen (polnisch Butryny) im Bistum Ermland eingepfarrt.
Heute gehört Nowy Przykop evangelischerseits zur Christus-Erlöser-Kirche in Olsztyn (Allenstein) in der Diözese Masuren der Evangelisch-Augsburgischen Kirche in Polen, sowie katholischerseits zur St.-Josefs-Kirche Nowa Wieś im jetzigen Erzbistum Ermland.

## Verkehr
Nowy Przykop liegt östlich der Woiwodschaftsstraße 598 an einer Nebenstraße, die Przykop (Przykopp, 1932 bis 1945 Grabenau) mit Dziuchy (Dzuchen, 1938 bis 1945 Grabenau Wald) verbindet. Eine von Nowy Ramuk (Neu Ramuck) kommende Nebenstraße endet in Nowy Przykop.
Eine Anbindung an den Bahnverkehr besteht nicht.